# Misumenoides naginae
Misumenoides naginae là một loài nhện trong họ Thomisidae.
Loài này thuộc chi Misumenoides. Misumenoides naginae được Biswamoy Biswas & R. Roy miêu tả năm 2008.